# Okres Tvrdošín
Tvrdošín is een district (Slowaaks: Okres) in de Slowaakse regio Žilina. De hoofdstad is Tvrdošín. Het district bestaat uit 2 steden (Slowaaks: Mesto) en 13 gemeenten (Slowaaks: Obec).

## Steden
- Trstená
- Tvrdošín

## Lijst van gemeenten
| - Brezovica - Čimhová - Habovka - Hladovka - Liesek | - Nižná - Oravský Biely Potok - Podbiel - Suchá Hora - Štefanov nad Oravou | - Vitanová - Zábiedovo - Zuberec |

Okres Bytča · Okres Čadca · Okres Dolný Kubín · Okres Kysucké Nové Mesto · Okres Liptovský Mikuláš · Okres Martin · Okres Námestovo · Okres Ružomberok · Okres Turčianske Teplice · Okres Tvrdošín · Okres Žilina